# Ксенон-тетрафлуорид
Ксенон-тетрафлуорид је хемијско неорганско једињење хемијске формуле XeF4.

## Добијање
Може се добити превођењем смеше ксенона и флуора у односу 1:5 кроз цев од никла загрејану на температури од 400 ° и наглим хлађењем добијеног продукта.

## Својства
Ово је безбојна до бела чврста супстанца. Раствара се у флуороводоничној киселини. 
У води диспропорционише на елементарни ксенон и једињења ксенона која заостају у раствору, где му је оксидациони број +6. Када се тај раствор испари, добија се ксенон-триоксид.